# Nazionale maschile di baseball della Grecia
La nazionale maschile di baseball greca rappresenta la Grecia nelle competizioni internazionali, come i campionati europei di baseball o il campionato mondiale di baseball organizzato dalla International Baseball Federation. Tuttavia la storia del baseball nel paese ellenico è estremamente recente, quando il paese decise di allestire una squadra degna di nota in occasione dei Giochi Olimpici di Atene, nel 2004. La prova che la squadra messa a punto era accettabile si ebbe alla primissima partecipazione della Grecia in una competizione ufficiale, gli Europei 2003 dove addirittura conquistò il secondo posto. Ad oggi l'unica partecipazione alle Olimpiadi è appunto quella del 2004, mentre disputa il suo primo Mondiale nel 2011.

## Piazzamenti

### Olimpiadi
- 2004 : 7°

### Mondiali
- 2011 : 16°

### Europei
- 2003 :  2°
- 2005 : 9°
- 2007 : non qualificata
- 2010 : 4°
- 2012 : 7°
- 2014 : 10°
- 2016 : 12°